# Alfonso de Palencia
Alfonso Fernández de Palencia (Palencia, 21 de julio de 1423-Sevilla, marzo de 1492) fue un cronista regio, historiador, lexicógrafo y humanista castellano del Prerrenacimiento.

## Biografía
De origen judeoconverso, sus progenitores fueron servidores continuos en la Casa de Velasco. Se educó en el palacio del ilustre obispo burgalés Pablo de Santa María, antaño rabino de Burgos convertido al catolicismo por Vicente Ferrer. Fue familiar de su hijo, el también famoso humanista, Alfonso de Cartagena, igualmente obispo de Burgos, de quien fue discípulo y a quien a sus diecisiete años de edad acompañó en la embajada enviada por el rey al condestable Álvaro de Luna durante el cerco de Maqueda (primavera de 1441).
Marchó a Italia, donde permanecería más de diez años, entrando al servicio como domesticum famulatum del cardenal griego Basilio Besarión, con quien estuvo en Florencia hasta 1453. Allí entabló amistad con el humanista Donato Acciaiuoli, traductor de la Vida de Aníbal de Plutarco, biógrafo del emperador Carlomagno y comentarista de Aristóteles; dejó allí la caligrafía gótica y aprendió la letra humanística redonda, como se aprecia en sus autógrafos, y asistió a la Academia Bessarionea. Se mantuvo también trabajando como copista para el librero Vespasiano da Bisticci, trasladando para él al menos un códice de Justino. De allí pasó a Roma, puesto que Alonso de Palencia se declaró discípulo de Georgius Trapezuntius de Creta, esto es, Jorge Trapezuncio, más conocido como Jorge de Trebisonda, a la sazón secretario del papa Nicolás V. Impartía lecciones en el Studio Romano de retórica, filosofía aristotélica e historiografía y Alfonso acudió a sus clases y mantuvo luego correspondencia con él, aunque su estancia en Roma parece debida a circunstancias más prosaicas: una comisión que tenía como racionero de la catedral de Burgos para hacer gestiones en los años que van de 1450 a 1453. Por entonces seguramente anotó el códice con obras de Plinio, Dionisio de Halicarnaso, Esquines y Demóstenes y diversas traducciones de Basilio Besarión que adquirió Bernardo Cabrera en 1646. En Italia se relacionó también con Flavio Biondo y Vespasiano da Bisticci.
Vuelto a España más o menos por la época de 1453, año trascendental de la caída de Constantinopla y el imperio romano de Oriente en manos de los otomanos, año de la invención de la imprenta y del final de la guerra de los Cien Años, y en el que también, en Valladolid, el dos de junio, fue ejecutado don Álvaro de Luna. Alfonso, tras haber servido un tiempo a la casa del arzobispo Fonseca de Sevilla y perder, según un documento del 6 de febrero de 1454, su ración en la catedral de Burgos, pasó al patrocinio real sucediendo en 1456 a Juan de Mena, un poeta que también había estado en Florencia, en el cargo de cronista real y secretario de cartas latinas de Enrique IV. No obstante, este feroz detractor del malquisto monarca se declaró en 1468 partidario de su hermano el usurpador infante Alfonso e intervino en las negociaciones para la boda de la también pretendiente al trono Isabel con Fernando de Aragón, siendo actor en los arriesgados y pintorescos lances que desembocaron en el matrimonio de los Reyes Católicos en 1469, en cuya consecución intervino tanto al parecer como el poeta Gómez Manrique. Terminó, pues, siendo cronista oficial de la reina Isabel tras su subida al trono en 1475.
Además de su tarea principal de historiador, los nuevos reyes le encargaron diversas misiones durante la guerra de sucesión castellana. Por ejemplo, intervino eficazmente en el establecimiento de la Santa Hermandad en Sevilla (1476) y organizó el envío de una flota de refresco a Gran Canaria en 1479.
Según el propio Palencia, la reina le retiró su favor en 1480. La muerte le alcanzó en 1492 cuando trabajaba aun en la redacción de sus obras.
Fue una figura representativa del primer Humanismo castellano y, aunque conocía escasamente el griego, fue un magnífico latinista y hablaba a la perfección el italiano y el francés.

## Obra

### Crónicas
La principal obra de Alfonso de Palencia es la monumental Gesta Hispaniensia ex annalibus suorum diebus colligentis, llamada habitualmente Décadas por estar dividida en décadas al estilo de Tito Livio. Esta crónica cubre los acontecimientos desde finales del reinado de Juan II hasta 1481, incluyendo el reinado de Enrique IV, su enfrentamiento con los partidarios de su medio hermano Alfonso, el conflicto por la sucesión de Enrique IV, la subsiguiente guerra civil y la consolidación de los Reyes Católicos en el trono tras la firma de la paz.
La obra se divide en cuatro décadas, cada una con diez libros excepto la cuarta, que el autor dejó incompleta a su muerte y que consta de solamente seis. Las tres primeras décadas fueron traducidas al castellano por Paz y Meliá y publicadas con el título de Crónica de Enrique IV entre 1904 y 1908. La década IV, cuya existencia había sido ignorada por la mayoría de los historiadores, fue publicada en 1970 por José López de Toro en el latín original y traducida al castellano con el título de Cuarta Década en 1974 por el mismo López de Toro.
El original en latín de las tres primeras décadas no ha sido publicado nunca, a pesar de su gran valor histórico, y para su estudio es necesario acudir a los escasos manuscritos existentes.
Otra importante obra de Palencia es la denominada Anales de la Guerra de Granada, que narra los acontecimientos ligados a esta guerra desde su inicio hasta la toma de Baza en 1489. Su traducción al castellano fue publicada por Paz y Meliá en 1909.
Hasta el siglo XIX se creyó que la denominada Crónica castellana de Enrique IV había sido escrita también por Alfonso de Palencia. Hoy día está claro que el autor de esta obra se limitó a traducir al castellano una parte de las Décadas de Palencia introduciendo numerosas erratas.
Como historiador se le considera observador y perspicaz. Bastante mordaz, le acusaron de haber sido terriblemente parcial en sus escritos y de ensañarse con las figuras de Álvaro de Luna y Enrique IV, pero la crítica moderna ha comprobado que no lo fue tanto[cita requerida].

### Otras obras
La Batalla campal entre los perros y los lobos (1457, de la que hubo edición en Sevilla, 1590), es una traducción, debida a su misma pluma, de un opúsculo latino suyo, aparentemente compuesto, según indica, ante la inminencia de ser nombrado cronista de la corona; por ello su interpretación entre líneas es compleja. Probablemente se trate de una alegoría, vagamente inspirada en las fábulas y en la Batracomiomaquia de Homero de la situación creada tras la caída del condestable don Álvaro de Luna, asesinado por la nobleza en tiempos de Juan II, o el posterior gobierno de Enrique IV: un lobo, Harpaleo, sucumbe ante los perros por hacer dejación del mando del ejército y muere por descuidar la disciplina militar.
Escribe en lengua latina y traduce al español su alegoría Tratado de la perfección del triunfo militar (1459). En ella, un personaje alegórico llamado el Ejercicio intenta encontrar, acompañado de la sabia Discreción, el Triunfo. Esta le remite a Gloridoneo, un capitán romano bajo cuya figura podría ocultarse Alfonso el Magnánimo. Gloridoneo vence y Triunfo otorga la victoria al Orden, al Ejercicio y a la Obediencia. Bajo estas virtudes habría de conducirse, según aconseja el autor, Enrique IV.
Se le atribuye además la famosa sátira contra el rey denominada Coplas del Provincial.
Escribió también tratados lexicográficos y algún otro de carácter geográfico en latín, entre los que cabe mencionar:
- El Opus Synonymorum –o De sinonymis elegantibus–, que se ocupa del estudio de los sinónimos.
- El Uniuersale Compendium Vocabulorum (Vocabulario universal en latín y en romance) o (Sevilla, 1490), diccionario bilingüe que, aunque pronto quedó relegado por el Diccionario latino-español de Nebrija, resulta muy útil para el estudio de la lengua romance y representa el primer esfuerzo lexicográfico en la lengua castellana.
- Un Compendiolum geográfico (nomenclátor toponímico).
- Varias epístolas latinas.

Además es autor de dos obras perdidas relativas a la conquista de Canarias. Alonso de Palencia negoció en nombre de los Reyes Católicos las capitulaciones que precedieron a la invasión realenga de Gran Canaria, supervisó y coordinó la logística de las expediciones de conquista puestas bajo el mando de Juan Rejón en 1478 y 1479 y poco después propuso personalmente a Pedro de Vera como el hombre más cualificado para finiquitar la guerra de Canaria, enquistada por la enérgica resistencia canaria.
- Una crónica completa de la conquista de Canarias referida a Gran Canaria. Esta obra, ya señalada por el profesor Juan Álvarez Delgado y más recientemente por el investigador Ángel Ignacio Eff-Darwich aparece mencionada en al menos dos catálogos, uno del siglo XVI y otro de 1804, y los volúmenes se intitulan, respectivamente, "Conquistas de las islas de Canaria" y "Conquista de las Canarias", y en ambos casos el autor taxativamente indicado es Alfonso de Palencia.

- Costumbres y ritos idolátricos de los indígenas de las islas Afortunadas que dicen de Canarias. La nombra el propio Palencia en un apéndice inserto al final de su obra "Universal vocabulario", en el que hace repaso de su producción manuscrita ya finiquitada.

Su labor como traductor fue también muy importante: vertió las Vidas paralelas de Plutarco de Queronea al castellano en un incunable editado en Sevilla en 1491 en dos volúmenes a través de una versión latina. Marcelino Menéndez Pelayo no la apreciaba demasiado por no ser directa del griego; también observó que "no todas las vidas de esta colección son de Plutarco. Las de Aníbal y Escipión son originales de Donato Acciaiuoli, que las compuso para llenar el vacío que resultaba por la pérdida de las de Plutarco mencionadas en el catálogo de sus escritos hecho por su hijo Lamprias. A Guarino de Verona son debidas las de Platón y Aristóteles. Respecto a la de Pomponio Ático, no hay para qué advertir que es la de Cornelio Nepote, y la de Evágoras el elogio de aquel rey de Salamina hecho por Isócrates". También vertió Los siete libros de las guerras judaicas de Flavio Josefo en 1492.